# 卡奇 (匈牙利)
卡奇，是匈牙利包尔绍德-奥包乌伊-曾普伦州所辖的一个村。总面积16.70平方公里，总人口529，人口密度31.7人/平方公里（2011年1月1日）。